# Abkommen über die Datenfernübertragung zwischen Kunden und Kreditinstituten
Das Abkommen über die Datenfernübertragung zwischen Kunden und Kreditinstituten (DFÜ-Abkommen) ist ein Abkommen der fünf im Interessenverband Die Deutsche Kreditwirtschaft zusammengeschlossenen Spitzenverbände der deutschen Kreditwirtschaft, das die elektronischen Schnittstellen zwischen Bankkunden und Kreditinstituten regelt.

## Allgemeines
Eine Vielzahl von Abkommen vereinheitlicht im Bankwesen die technischen Standards, die im Hintergrund – für den Bankkunden nicht erkennbar – das Electronic Banking möglich machen. Das DFÜ-Abkommen war zunächst auf die Datenfernübertragung (DFÜ) zwischen Firmenkunden und Kreditinstituten beschränkt. Die DFÜ erfolgt durch Computer, die zwischen Kunde und Bank und umgekehrt miteinander kommunizieren können und synchronisiert sind. Erst durch die Verbreitung des Internets auch bei Privatpersonen ab 1993 konnten auch diese vom DFÜ-Abkommen erfasst werden. Durch das DFÜ-Abkommen ist es allen Bankkunden seit April 1995 möglich, ihren Inlandszahlungsverkehr mit einem Standardprodukt (Überweisung, Echtzeitüberweisung, Dauerauftrag, Lastschrift) und einer Elektronischen Signatur mit jedem Kreditinstitut in Deutschland sicher abzuwickeln.
In dem seit 15. März 1995 gültigen Abkommen sind die Standards für die sichere Übertragung von Zahlungsverkehrsdaten definiert und die dazu benötigten technischen Rahmenbedingungen geschaffen. In dem Abkommen verpflichten sich die Kreditinstitute, ihren Kunden einen Datenaustausch per Datentransfer im Rahmen des beschriebenen Standards anzubieten.

## Inhalt
Das DFÜ-Abkommen definiert zunächst auf UNIFI (ISO 20022) beruhende Cash-Management-Nachrichten (Abkürzung: camt) für Informationen über Kontoumsatz und Salden.
Das eigentliche Abkommen umfasst drei Teilbereiche; die technischen Festlegungen stehen in:
Anlage 1 – Spezifikation für die Anbindung des Electronic Banking Internet Communication Standard (EBICS) mit den Möglichkeiten der elektronischen Unterschrift, der Spezifikation der Protokollelemente in XML, dem Versand der Nachrichten über HTTP und der kryptografischen Absicherung.
Die Deutsche Kreditwirtschaft hat den EBICS in der Schnittstellenspezifikation zum DFÜ-Abkommen verankert. Dieser Standard ist seit dem 1. Januar 2008 für alle angeschlossenen Kreditinstitute verbindlich. „EBICS erweiterte das DFÜ-Abkommen um die Funktionalität multibankfähiger, sicherer Kommunikation über das Internet“.
Anlage 2 – Spezifikation für die File Transfer, Access and Management (FTAM)-Anbindung gemäß Banking Communication Standard (BCS)
Die Kommunikation zwischen Bankkunden und Kreditinstituten erfolgte beim FTAM über Wählleitungen wie X.25 oder ISDN, was durch EBICS entfiel. Der BCS ist ein Standard zur Datenfernübertragung zwischen Kunden und Kreditinstituten, dessen Grundlage das DFÜ-Abkommen bildet. Der BCS ermöglichte zusammen mit dem Bildschirmtext (BTX)-Homebanking die erste Form des Electronic Banking für den Zahlungsverkehr.
Anlage 3 – Spezifikation der Datenformatemit detaillierten Feldbeschreibungen für Zahlungsaufträge per DTAUS, Datenträgeraustausch Auslandszahlungsverkehr (DTAZV), SEPA, Kontoauszüge per MT940 sowie Wertpapiernachrichten.
DTAUS ist ein Datenträgeraustausch-Format zur Übermittlung von Zahlungsverkehrsnachrichten im deutschen Inlandszahlungsverkehr. Pendant im Auslandszahlungsverkehr ist DTAZV.

## Technische Veränderungen durch SEPA
Der seit Februar 2016 allen Kundengruppen zur Verfügung stehende Europäische Zahlungsraum (SEPA) hat zu technischen Veränderungen im Electronic Banking geführt, die wie folgt kategorisiert werden können:
| Kriterium                     | Zahlungsverkehrstechnik vor SEPA                         | Zahlungsverkehrstechnik mit SEPA                                               |
| ----------------------------- | -------------------------------------------------------- | ------------------------------------------------------------------------------ |
| Datenformat                   | DTAUS Auftragsart: IZV-Dateien senden                    | XML verpflichtend im Interbankenverkehr, optional für die Kunde-Bank-Beziehung |
| Datenformat Kontoauszugsdaten | SWIFT MT940 Auftragsart: STA (SWIFT-Tagesauszug abholen) | SWIFT MT940                                                                    |
| Datenfernübertragung          | FTAM über ISDN                                           | EBICS über Internet                                                            |

SEPA hat die Zahlungsverkehrstechnik verändert, was sich auf Datenformat, Kontoauszüge und Datenfernübertragung auswirkte.

## Bedeutung
Durch das DFÜ-Abkommen avancierte das Verfahren „DFÜ mit Kunden“ zum einzigen multibankfähigen Standard im Electronic Banking in Deutschland, was seinen Erfolg bis heute garantiert. Das DFÜ-Abkommen wurde allerdings nicht für das Internet konzipiert. Deshalb führte die Kreditwirtschaft im Januar 2008 mit EBICS einen einheitlichen, internetbasierten Standard für das Electronic Banking ein.